# جاك ماكدونالد (صاحب مطعم)
جاك ماكدونالد (بالإنجليزية: John Hoani MacDonald) هو لاعب اتحاد الرغبي وصاحب مطعم نيوزيلندي، ولد في 26 أكتوبر 1907 في بلنهيم في نيوزيلندا، وتوفي في 1982 في Picton, New Zealand ‏ في نيوزيلندا.

## وصلات خارجية
- جاك ماكدونالد على موقع الاتحاد الدولي للتجديف (الإنجليزية)
- جاك ماكدونالد على موقع أوليمبيديا (الإنجليزية)
- جاك ماكدونالد على موقع اللجنة الأولمبية النيوزيلندية (الإنجليزية)